# مارولامبو (بخش)
مارولامبو (به لاتین: Marolambo) یک بخش‌های ماداگاسکار در ماداگاسکار است که در آتسینانانا واقع شده‌است.